# Saint-Germain-de-Prinçay
Saint-Germain-de-Prinçay ist eine französische Gemeinde mit 1.629 Einwohnern (Stand: 1. Januar 2022) im Département Vendée in der Region Pays de la Loire. Sie gehört zum Arrondissement La Roche-sur-Yon und ist Teil des Kantons Chantonnay. Die Einwohner heißen Germinois.

## Geografie
Saint-Germain-de-Prinçay liegt etwa 35 Kilometer ostnordöstlich von La Roche-sur-Yon. Die Gemeinde wird im Nordwesten vom Fluss Petit Lay begrenzt. Umgeben wird Saint-Germain-de-Prinçay von den Nachbargemeinden Mouchamps im Norden, Saint-Prouant im Osten und Nordosten, Sigournais im Osten und Südosten, Chantonnay im Süden sowie Sainte-Cécile und Saint-Vincent-Sterlanges im Westen und Nordwesten.

## Bevölkerungsentwicklung
| Jahr                      | 1962 | 1968 | 1975 | 1982 | 1990 | 1999 | 2006 | 2013 |
| Einwohner                 | 933  | 911  | 965  | 1202 | 1388 | 1368 | 1425 | 1507 |
| Quelle: Cassini und INSEE |      |      |      |      |      |      |      |      |

## Sehenswürdigkeiten

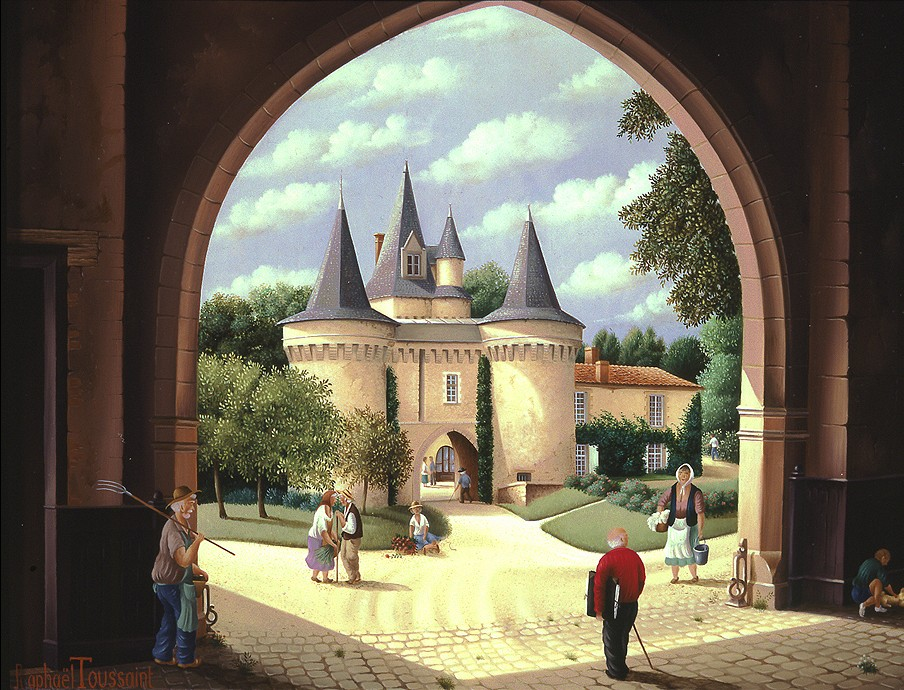
Schloss Les Roches-Baritaud

Siehe auch: Liste der Monuments historiques in Saint-Germain-de-Prinçay
- Kirche Saint-Germain
- protestantische Kirche

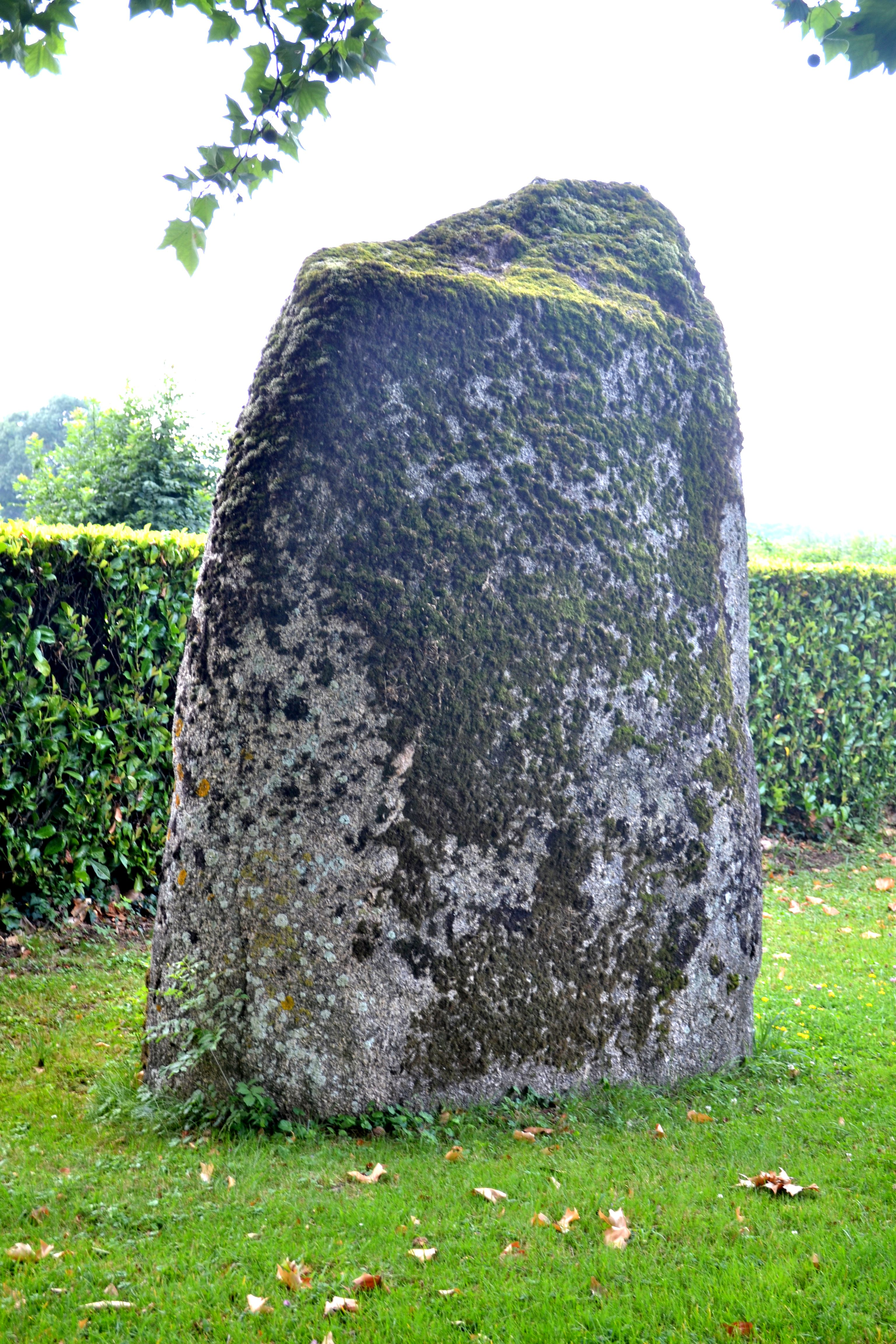
Menhir des Roches-Baritaud

- Schloss Les Roches-Baritaud aus dem 15. Jahrhundert
- Haus Lousigny aus dem 18. Jahrhundert
- Haus Froutin aus dem 18. Jahrhundert
- Haus Les Grois aus dem 18. Jahrhundert
- Menhir des Roches-Baritaud (Monument historique)

## Persönlichkeiten
- Louis Marchegay (1869–1933), Politiker